# Караван — Јерма
„Караван — Јерма” је југословенски ТВ документарни филм из 1966. године. Режирао га је Милан Ковачевић који је написао и сценарио.

## Улоге
| Глумац          | Улога   |
| --------------- | ------- |
| Милан Ковачевић | Наратор |